# Genstart (podcast)
 For alternative betydninger, se Genstart. (Se også artikler, som begynder med Genstart)
Genstart er en dansk nyhedspodcast fra 2020, som er udgives alle hverdage af DR. Programmet blev først beværtet af Knud Brix, og har i dag to værter: Anna Ingrisch og Simon Stefanski. Hvert program omhandler én aktuel nyhedshistorie, hvor en fagperson eller lignende medvirker og interviewes om emnet.